# Beijo Equivocado
Beijo Equivocado é uma canção da dupla sertaneja brasileira George Henrique & Rodrigo em parceria com a dupla Guilherme & Benuto, lançada em 14 de setembro de 2023 pela Worldshow.

## Antecedentes
George Henrique & Rodrigo alcançaram um destaque maior nacionalmente com o single "Vai Lá em Casa Hoje", gravado e lançado em 2021 com participação especial da cantora Marília Mendonça, que faleceu no mesmo ano e o single foi um entre vários lançados após seu falecimento. A canção somava 208 milhões de visualizações no YouTube, 211 milhões de reprodução no Spotify, alcançando o Top 1 Brasil e Top 23 Global.
Em 2022, a dupla lançava o EP Influências, com regravações e a inédita "Cuida da Sua Vida".

Sobre "Beijo Equivocado", George Henrique descreve:
“Beijo Equivocado chegou para nós quando estávamos formando o repertório do EP Influências e guardamos porque não encaixava naquele projeto. Todo mundo gostou! Criamos uma roupagem quente para ela. Queremos seguir o caminho de músicas como 'Vai Lá em Casa Hoje'”.

## Composição e conteúdo
Composta por William Daniel, Matheus Damasceno, Renne Fernandes e Matheus Gabriel, a canção fala de amor e "sofrência" de forma irreverente, marca registrada da dupla em hits como "Vai Lá em Casa Hoje", que contava com mais de meio bilhão de acessos no streaming.
"É uma música sensual, mas com batida para cima. É dançante, empolgante, com dois amigos que têm a nossa cara e começaram com músicas nesse estilo", complementa Rodrigo.
"Convidamos os amigos Guilherme & Benuto, dois talentos do sertanejo. Gostamos muito das vozes deles, que somaram demais ao projeto. O clipe conseguiu juntar bom gosto com uma pegada latina, quente. A participação casou. Tem tudo para ser um dos maiores hits do país em breve!", antecipa George Henrique.

## Recepção
Lançado em todas as plataformas de streaming em 14 de setembro de 2023, "Beijo Equivocado" alcançou mais de 10 milhões de streams e 15 milhões de visualizações no YouTube, em fevereiro de 2024, época de Carnaval no Brasil, tanto que a dupla utilizou o título da música como nome de um bloco organizado por eles.
Rodrigo: “Contamos com a presença de todos em nosso bloco! Com certeza vamos nos divertir muito e cantar muita moda boa. Serão mais de duas horas de trio elétrico para fechar esse carnaval com chave de ouro”
Na mesma época, por outro lado, Guilherme & Benuto renovaram contrato com a Sony Music, gravadora onde estão desde o começo, devido ao sucesso dessa e outras músicas que ganharam certificação de disco de diamante triplo pela Pro-Música Brasil.
"Beijo Equivocado" recebeu certificação de disco de platina pela Pro-Música Brasil, ficou na 51ª posição na Billboard Hot 100 e figurou no Top 200 do Spotify.

### Desempenho nas tabelas musicais
| Tabela musical                    | Melhor posição |
| --------------------------------- | -------------- |
| Crowley (Top 100 Brasil)          | 4              |
| Apple Music (Top Brazilian Songs) | 32             |
| Billboard (Hot 100)               | 51             |
| Spotify (Top 200 Brasil)          | 67             |

### Certificações
| País         | Certificação | Vendas certificadas |
| ------------ | ------------ | ------------------- |
| Brasil (PMB) | Platina      | +80 000             |